# Chimera (журнал)
«Chimera» (рус. «Химера») — польский ежемесячный литературно-художественный журнал. Выходил с перерывами в 1901—1907 годах.
Издавался в Варшаве под редакцией З. Пшесмыцкого.
Сыграл значительную роль в развитии литературы и искусства в начале XX века, периоде связанном с проникновением модернизма и Молодой Польши в польскую культуру.
«Chimera» поддерживала символические и метафизические тенденции, провозгласив программу элитарного искусства, независимого от социальных обязательств («искусство ради искусства»).
С изданием активно сотрудничали выдающиеся польские художники, поэтому оно отличалось высоким художественно-графическим уровнем. В их числе, благодаря иллюстрациям Эдварда Окуня, Франтишка Сидлецкого, Юзефа Мехоффера и др. Автором обложек журнала с 1904 по 1907 г. был Фердинанд Рущиц.
На страницах журнала печатались произведения целой плеяды знаменитых польских писателей, поэтов и критиков того периода, таких как, Вацлав Берент,  Станислав Выспяньский, Стефан Жеромский, Ян Каспрович, Мария Коморницкая, Болеслав Лесьмян, Тадеуш Мичинский, Софья Налковская, Станислав Пшибышевский, Владислав Реймонт, Леопольд Стафф, Ян Леманьский и многие другие.
В «Chimera» были опубликованы переводы ведущих европейских писателей, в том числе, Ш. Бодлера,  П. Верленa, С. Малларме, Ф. Ницше и др.